# Seveso (plaats)
Seveso is een stadje in Noord-Italië, dat bekend is vanwege een chemische ramp in juli 1976, de Sevesoramp.